# عباس رضایی
عباس رضایی (زاده ۱۳۳۵،خوانسار) استاندار استان اصفهان در دولت دوازدهم بود. و پیش‌تر در دولت چهارم و دولت پنجم به‌عنوان استاندار چهارمحال و بختیاری خدمت کرده است.

## زندگینامه
عباس رضایی، دکترای ایمنی‌شناسی از انگلستان داشته و مدیر گروه ایمنی‌شناسی دانشکده پزشکی دانشگاه علوم پزشکی اصفهان است. هشت سال ریاست دانشگاه علوم پزشکی اصفهان بین سالهای ۱۳۷۶ تا ۱۳۸۴ در دو دولت اصلاحات در کارنامه رضایی دیده می‌شود. عباس رضایی، از ۲۷ اسفند ۱۳۶۷ تا ۲۷ اردیبهشت ۱۳۶۹ به مدت ۱ سال و ۲ ماه در دولت‌های میرحسین موسوی و هاشمی رفسنجانی، استاندار چهارمحال و بختیاری بوده است.

## سوابق
- معاون سیاسی استانداری زنجان
- فرماندار شهرستان خوانسار
- نایب ریس انجمن ایمنولوژی و آلرژی کشور
- عضو کمیته ارتقای دانشکده دندانپزشکی
- مدیر گروه ایمنی‌شناسی دانشکده پزشکی دانشگاه علوم پزشکی اصفهان
- رئیس دانشگاه علوم پزشکی اصفهان